# 단양 죽령 산신당
단양 죽령 산신당(丹陽 竹嶺 山神堂)은 충청북도 단양군 대강면 용부원리, 죽령에 있는 조선시대의 산신당이다. 1976년 12월 21일 충청북도의 민속문화재 제3호로 지정되었다.

## 개요
산신당은 한국의 토속신인 산신 곧 산신령을 모시는 곳으로, 마을과 절을 수호하는 기능을 가진다.
용부원리 마을의 산 중턱에 자리한 이 산신당 내부에는 ‘죽령산신지위(竹嶺山神之位)’라 적은 위패를 모셔두고 있다. 죽령산신을 모시는 곳으로, 마을에서는 죽령산신을 ‘다자구 할머니’라고 부르고 있어 이 건물 역시 ‘다자구할머니당’이라 칭하고 있다. 다자구할머니를 죽령산신으로 모시게 된 데에는 다음과 같은 이야기가 전한다.
옛날 이곳에는 산적들이 밤낮으로 나타나 백성을 괴롭혔는데, 산이 험준하여 관군도 산적을 토벌하기 힘들었다. 이 때 한 할머니가 나타나서 산적소굴에 들어가 ‘다자구야’하면 산적이 자고 있는 것이고, ‘덜자구야’하면 도둑이 안자고 있는 것으로 관군과 계획을 짰다. 두목의 생일날 밤 술에 취해 산적이 모두 잠들자 할머니가 ‘다자구야’라고 외쳐 이 소리를 들은 관군이 산적을 모두 소탕할 수 있었다. 나라에서는 이러한 할머니의 공적을 기리도록 사당을 세워 제사를 지내게 하였다.
처음에는 국가에서 봄·가을로 제사를 지냈고, 조선시대에는 죽령사라는 사당을 지어 관에서 직접 제사를 지냈으나, 현재는 제사 규모가 많이 축소되어 마을에서 매년 3월과 9월에 마을의 복을 비는 제사를 지낸다. 신당의 건립연대는 정확히 알 수 없으며, 1948년 3월 8일에 주민의 성금으로 새로 고쳐 만들어졌다. 제사의 규모는 축소되었지만 지금도 주민들 사이에서는 죽령산신당에 대한 믿음이 깊이 남아있다.

## 참고 자료
- 단양 죽령 산신당 - 국가유산청 국가유산포털